# Bletia concolor
Bletia concolor är en orkidéart som beskrevs av Robert Louis Dressler. Bletia concolor ingår i släktet Bletia och familjen orkidéer. Inga underarter finns listade i Catalogue of Life.